# Bluehost
Bluehost es una empresa de alojamiento web propiedad de Endurance International Group. Fue uno de los 20 servidores web más grandes en 2015 y, en conjunto, alojaba más de 2 millones de dominios en 2010.
Fue uno de los estudiados en el análisis de los servicios de alojamiento web en programas de aprendizaje colaborativo en línea.
Bluehost vende alojamiento compartido, alojamiento de WordPress, alojamiento de VPS, alojamiento dedicado y alojamiento de WooCommerce, así como servicios profesionales de marketing. Sus servidores funcionan con PHP. 7, HTTP/2 y Nginx + almacenamiento en caché.

## Historia
Matt Heaton concibió Bluehost por primera vez en 1996. Sin embargo, primero creó otros dos servidores web, 50megs.com y 0catch.com, antes de decidirse finalmente por Bluehost en 2003.
En 2009, introdujo una nueva característica llamada CPU throttling. La aceleración de la CPU (en Bluehost y servicios de alojamiento similares) se refiere al proceso de reducir el uso de la CPU del usuario cada vez que el usuario en particular está utilizando "demasiados" recursos del servidor a la vez. En ese momento en particular, congelarían (o reduciría drásticamente) el uso de CPU de los sitios de clientes de manera sustancial. Esto cerró efectivamente los sitios web de los clientes alojados en sus servidores durante varias horas durante el día.
En 2010 fue adquirida por Endurance International Group. En junio de 2011, el fundador de la empresa, Matt Heaton, anunció en su blog que dejaría el cargo de director ejecutivo para centrarse en el diseño y la estructura técnica de la plataforma de alojamiento de la empresa, mientras que el director de operaciones, Dan Handy, asumió el cargo de director ejecutivo.
En 2013 introdujo VPS y alojamiento de servidor dedicado.
En enero de 2015, Endurance International Group nombró a Mike Olson como director ejecutivo de la compañía, mientras que Dan Handy pasó al desarrollo móvil empresarial para pequeñas empresas.
En enero de 2017, la compañía anunció que despedirá a 440 empleados en su sede de Utah, en un esfuerzo por consolidar su negocio para mejorar la atención al cliente.

## Controversias
En marzo de 2009 apareció en un artículo de Newsweek que condenaba a la empresa de hosting por censurar las páginas web de algunos de sus clientes que se creía que eran ciudadanos de países que el gobierno de los Estados Unidos había catalogado como estados canallas.
En febrero de 2011 eliminó un sitio web religioso que alojaba en sus servidores después de recibir miles de quejas cuando ese sitio web publicó comentarios culpando a los homosexuales y lesbianas por un terremoto en Nueva Zelanda.
En marzo de 2015 fue pirateado por el Ejército Electrónico Sirio . También fueron pirateados Justhost, Hostgator, Hostmonster y Fastdomain, todos propiedad de Endurance International Group. SEA afirmó que estos servicios alojaban sitios web terroristas. El Ejército Electrónico Sirio publicó capturas de pantalla del ataque en Twitter.
En enero de 2019, la revista WebsitePlanet descubrió una vulnerabilidad del lado del cliente en algunas de las empresas de hosting más grandes del mundo: Bluehost, DreamHost, HostGator, iPage y OVH.